# 윌리엄 켐러
윌리엄 프랜시스 켐러(William Francis Kemmler, 1860년 5월 9일 ~ 1890년 8월 6일)는 전기의자로 사형된 최초의 인물인 미국의 살인자이다. 그는 1년 전 자신의 사실혼 배우자인 마틸다 "틸리" 지글러를 살해한 혐의로 유죄 판결을 받았다. 이전에 감전사가 말을 죽이는 데 성공적으로 사용된 적이 있었음에도 불구하고, 켐러의 사형은 순조롭게 진행되지 않았다.

## 어린 시절
윌리엄 켐러는 1860년 펜실베이니아주 필라델피아에서 태어났다. 그의 부모는 모두 독일 이민자였으며, 둘 다 알코올 중독자였다. 켐러는 10살에 학교를 그만두고 읽고 쓰는 법을 배우지 못했으며, 아버지의 정육점에서 일했다. 켐러의 아버지는 술에 취한 싸움에서 입은 감염으로 사망했고, 어머니는 알코올 중독 합병증으로 사망했다. 1870년대 후반에 켐러는 날씬하고 짙은 갈색 머리였다고 한다. 그는 영어와 독일어를 모두 구사했다.
부모님의 죽음 이후 그는 행상인 사업에 뛰어들어 말과 수레를 살 만큼 돈을 벌었다. 하지만 이때쯤 그는 술을 많이 마시게 되었다. 한 번은 친구들과 함께 술에 취한 후, 말에 수레를 달고 8피트 높이의 울타리를 뛰어넘을 수 있다고 말했다. 시도는 실패했고, 그의 수레와 물건들은 그 사건으로 파괴되었다. 그는 친구들 사이에서 "필라델피아 빌리"로 알려졌고, 그의 술 주정은 버펄로 동네 술집에서 아주 잘 알려져 있었다.

## 살인 및 사형

### 살인, 재판, 그리고 항소
뉴욕 타임스는 살인 사건을 다음과 같이 묘사했다.
윌리엄 켐러는 뉴욕주 버펄로의 빈민가에서 채소 행상을 하는 사람이었다. 알코올 중독자인 그는 1889년 3월 29일, 전날 밤의 술에서 깨어나던 중 여자친구(다른 곳에서는 사실혼 배우자로 언급됨) 틸리 지글러에게 격분했다. 그는 그녀가 자신에게서 물건을 훔치고 친구와 함께 도망갈 준비를 하고 있다고 비난했다. 말다툼이 절정에 달하자 켐러는 차분하게 헛간으로 가서 도끼를 들고 집으로 돌아왔다. 그는 틸리를 여러 번 때려 죽였다. 그리고 이웃집으로 가서 방금 여자친구를 살해했다고 알렸다.
같은 날, 켐러는 손도끼로 살해된 그의 사실혼 배우자인 마틸다 "틸리" 지글러 살인 혐의로 기소되었다.
켐러의 살인 재판은 빠르게 진행되었다. 그는 5월 10일 1급 살인 혐의로 유죄 판결을 받았다. 3일 후 그는 사형 선고를 받았으며, 뉴욕의 새로운 사형법에 따라 교수형을 감전사로 대체하여 전기의자로 처형되는 첫 번째 인물이 될 운명이었다. 전기의자는 오번 주립 교도소에 준비되어 있었다. 그러나 조지 웨스팅하우스를 비롯한 전력 개발의 선두 주자들은 자신들의 신제품이 이런 식으로 사용되는 것을 원치 않았다. 한 변호사는 전기의자가 미국 수정 헌법 제8조의 잔인하고 비정상적인 형벌 금지 조항을 위반한다고 주장하며 항소를 제기했다.
1888년 1월 1일, 뉴욕은 역사상 최초로 감전사에 의한 사형을 제정했다. 켐러의 유죄 판결 이후, 그의 형벌은 새로운 전기의자를 통해 뉴욕의 오번 교도소에서 집행될 것으로 결정되었다. 이 장치는 1881년 뉴욕주 버펄로의 치과의사 앨프리드 사우스윅이 발명했다. 9년간의 개발과 법률 제정 끝에, 이 의자는 사용 준비가 완료된 것으로 간주되었다. 켐러의 변호사들은 감전사가 잔인하고 비정상적인 형벌이라고 주장하며 항소했다.
켐러의 전기의자 처형 계획은 조지 웨스팅하우스가 최대 교류 장비 공급업체이고, 토머스 에디슨의 회사는 직류 장비를 운영하는 AC/DC "전류 전쟁" 상황으로 번졌다. 전기의자를 작동시킨 교류(에디슨 연구소에서 반AC 운동가 해럴드 P. 브라운이 AC의 치사율을 보여주는 시연 후 위원회에 의해 채택된 전류 표준)는 브라운이 몰래 입수한 웨스팅하우스 발전기에서 공급되었다. 이로 인해 웨스팅하우스는 브라운과 에디슨이 웨스팅하우스의 전기 시스템에 사용되는 AC를 치명적인 "사형집행인의 전류"로 묘사하려는 시도로 보이는 것을 막기 위해 노력했고, 켐러의 항소를 지지하여 변호사 W. 버크 코크런을 고용하여 그를 대변하게 했다. 항소는 1889년 10월 9일 기각되었고, 미국 대법원은 감전사에 의한 사형에 잔인하고 비정상적인 형벌이 없다는 이유로 In re Kemmler라는 사건을 기각했다.

### 사형 집행

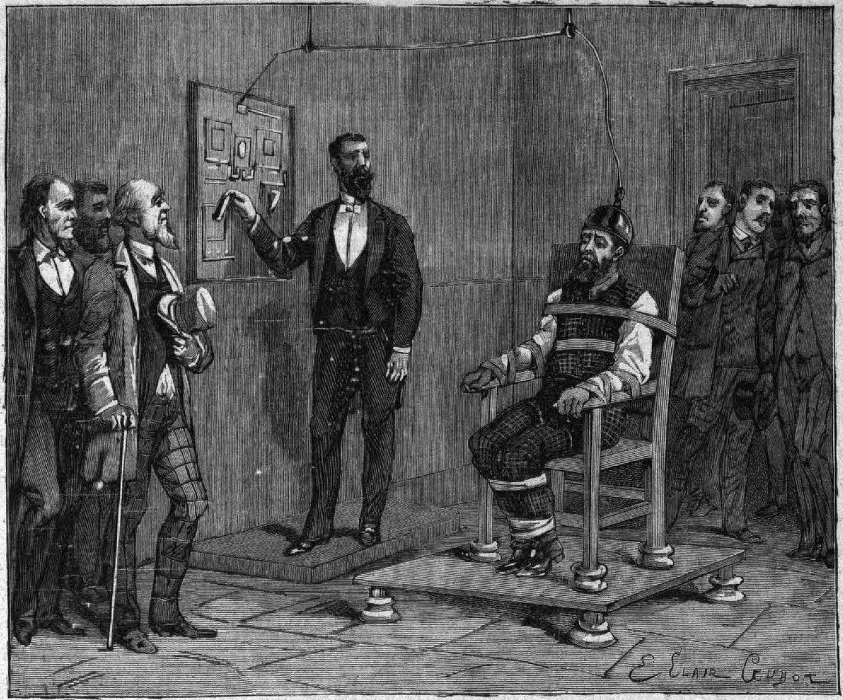
1890년 8월 6일, 윌리엄 켐러의 사형 집행

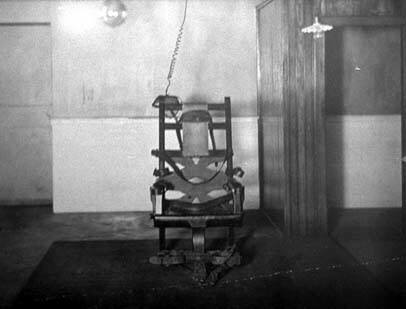
켐러가 1890년 8월 6일에 처형된 전기의자

사형 집행일인 1890년 8월 6일 아침, 켐러는 오전 5시에 잠에서 깨어났다. 그는 재빨리 옷을 입고 양복, 넥타이, 흰 셔츠를 착용했다. 아침 식사와 짧은 기도 후, 그의 머리 꼭대기가 면도되었다. 오전 6시 38분, 켐러는 사형장으로 들어섰고 교도소장 찰스 더스턴은 참석한 17명의 증인들에게 켐러를 소개했다. 켐러는 의자를 보며 말했다: "여러분, 모두 행운을 빕니다. 저는 좋은 곳으로 갈 것이라고 믿으며, 갈 준비가 되었습니다."
증인들은 켐러가 사형 집행 시 침착했으며, 비명을 지르거나 울거나 어떤 식으로든 저항하지 않았다고 말했다. 그는 의자에 앉았지만, 교도소장이 두 번째 전극을 연결할 수 있도록 양복에 구멍을 뚫기 위해 일어나라고 명령했다. 이것이 완료되자 켐러는 다시 앉았다. 그는 의자에 묶였고, 얼굴은 가려졌으며, 맨머리에 금속 구속구가 씌워졌다. 그는 "천천히 제대로 하세요, 서두를 것 없습니다."라고 말했다. 더스턴은 "안녕, 윌리엄"이라고 답하며 스위치를 누르라고 명령했다.
발전기는 1,000볼트로 충전되었는데, 이는 빠른 의식 상실과 심정지를 유도하기에 충분하다고 여겨졌다. 의자는 이미 테스트를 마쳤고, 전날 말 한 마리가 감전사했다. 전류는 17초 동안 켐러를 통과했다. 전원이 꺼지고 켐러는 에드워드 찰스 슈피츠카에 의해 사망 선고를 받았다. 증인들은 켐러가 여전히 숨을 쉬고 있음을 알아차렸다. 참석한 의사들인 슈피츠카와 카를로스 프레데릭 맥도널드는 켐러를 검사하기 위해 앞으로 나왔다. 그가 여전히 살아있음을 확인한 후, 슈피츠카는 "전류를 다시 켜세요, 빨리—지체하지 말고."라고 외쳤다고 한다.
두 번째 시도에서는 켐러에게 2,000볼트의 충격이 가해졌다. 그의 피부 아래 혈관이 파열되어 출혈이 있었고, 일부 증인들은 그의 몸에 불이 붙었다고 주장했다. 뉴욕 타임스는 대신 "끔찍한 냄새가 사형 집행실에 퍼지기 시작했고, 그리고 나서 이 무서운 광경의 절정을 이루는 듯이, 머리의 전극 아래와 주변의 머리카락과 척추 밑동의 전극 아래와 주변의 살이 지글거리는 것이 보였다. 악취는 참을 수 없었다." 부검 결과, 의사들은 그의 두개골 덮개 아래 혈관이 탄화되었고 뇌의 상부가 경화되었음을 발견했다. 증인들은 타는 살 냄새를 보고 여러 명의 구역질을 하는 구경꾼들이 방을 나가려 했다고 보고했다.
사형 집행은 약 8분간 진행되었으며, 이를 취재한 기자들로부터 상당한 부정적인 보도를 받았다. 뉴욕 타임스는 "교수형보다 훨씬 더 나빴다"는 헤드라인을 실었다. 웨스팅하우스는 나중에 "도끼를 사용하는 것이 더 나았을 것"이라고 논평했다.
켐러는 사형이 집행된 교도소 구내에 묻혔다.

## 미디어
- 윌리엄 켐러는 1953년 영화 밀랍의 집에서 빈센트 프라이스가 주연을 맡은 영화에서 전기의자에 앉은 밀랍 인형으로 등장했다. 프라이스의 캐릭터는 켐러의 얼굴과 일치하지 않고 공동 주연 찰스 브론슨을 닮았다고 말했다.
- 2017년 영화 커런트 워에서 코너 맥닐은 짧게 켐러 역을 맡았다.

## 같이 보기
- 미국의 사형제
- 실패한 사형 집행 목록
- 뉴욕주에서 처형된 인물 목록
- 감전사로 처형된 인물 목록

### 일반 참고 자료
- La première exécution d'un condamné à mort par l'éléctricité in La Nature, No. 901, 6 Septembre 1890, pp. 209–211 (프랑스어)
- John L. Caroll, Death Row. Hope for the future, Challenging Capital Punishment, London, 1988, pp. 269–288
- Jean-Claude Beaune, Les spectres mécaniques. essai sur les relations entre la mort et les techniques, Seyssel, Champ Vallon, 1988 (프랑스어)
- Marc Vanden Berghe, De l'utopie de la "mort propre" à la chaise électrique : l'affaire Kemmler in La Revue Générale, Brussels, août/septembre 1996, pp. 31–42 (프랑스어)
- Craig Brandon, The Electric Chair. An American Unnatural History, McFarland & Company, 1999
- Moran, Richard (2002). 《Executioner's current: Thomas Edison, George Westinghouse and the Invention of the Electric Chair》. New York: Random House.
- Babyak, Richard. “Current”. 5면.